# عثمان المضايفي
عثمان بن عبد الرحمن بن عون  المضايفي العدواني (توفي عام 1234هـ)، كان أمير قبيلة عدوان في الحجاز، وأحد أهم قادة الدولة السعودية الأولى الذين برزوا في القرن الثالث عشر الهجري في غرب شبه الجزيرة العربية. كان عثمان وزيرا لأمير مكة الشريف غالب بن مساعد الحسني العلوي، وتزوج أخته فكان صفيه وأثيره قبل أن ينقلب عليه. انتدبه الشريف غالب لقتال الدولة السعودية الأولى التي أخذت تتوسع في الحجاز، لاحقا أمره بالمسير للدرعية لعقد الصلح معها بعد أن تكاثرت القبائل التي دخلت في الدعوة السلفية وانضوت تحت لوائها. في الدرعية، تأثر عثمان بن عبد الرحمن العدواني بالدعوة وقرر الانضمام لها وخرج على الشريف غالب بن مساعد فكانت ضربة سياسية للشريف غالب لمعرفة عثمان بن عبد الرحمن العدواني بمواطن الضعف بالحجاز؛ وقد عينته الدرعية أميرا على الطائف وما يليه من الحجاز فسار وحارب من خرج عليه ودخلت القبائل الموالية له بالحجاز تحت سلطانه وخلعت الشريف غالب حتى دانت له الحجاز ثم واصل تضييقه على أمير مكة الشريف غالب بن مساعد وساعده في ذلك عبد الوهاب أبو نقطة عامل الدولة السعودية الأولى في عسير وأميرها وسالم بن شكبان أمير بيشة وغيرهم. اضطر الشريف غالب بن مساعد لاحقا لطلب الصلح والدخول في طاعة السعوديين بعد أن حاصره الإمام سعود الكبير بن عبد العزيز في جدة.

## اسمه ونسبه
هو الأمير عثمان بن عبد الرحمن بن عون بن محمد بن جمهور المضايفي العدواني ينتمي إلى فخذ الجماهرة من قبيلة عدوان، أما والدته من العصمة من عتيبة.

## عثمان والشريف غالب أمير مكة
ذكرت المصادر التاريخية المختلفة أن عثمان بن عبد الرحمن المضايفي العدواني عمل مع أمير مكة المكرمة، غالب بن مساعد الشريف (1231 هـ/ 1816م)، وسمي بالمضايفي لأنه كان وزير الشؤون الخاصة لغالب، وكان على درجة عالية من الكفاءة أقنعت الشريف غالب أن يتخذه وزيرا له وأن يكون صفيه وحميمه، وقد تزوج المضايفي بأخت الأمير غالب بن مساعد وهذا عائد إلى مكانة الأمير عثمان في قبيلة عدوان وشرف قبيلته وكفاءة عثمان، فقد عرف أن قبيلة عدوان لا يزوجون باقي القبائل اعتقادا منهم بعدم الكفاءة في النسب، وخلال عمل المضايفي مع أمير مكة برزت كفاءة عثمان المضايفي القيادية والإدارية، الأمر الذي جعل أمير مكة غالب بن مساعد يعينه قائدا لحملة عسكرية وجهها ضد من دخلوا في طاعة ابن سعود بالدرعية، ففي السادس والعشرين من ذي الحجة من عام 1208هـ ترأس عثمان جمعا كثيرا من الفرسان من قبيلتي البقوم وعتيبة وغيرهما، وغزا بهم فصبح جماعة ابن فيحان بن قحطان بموضع يقال له عقيلان، وصارت بينهم وقعة كبيرة، وحصل على عثمان انكسار، ذلك أنه بعد أن أخذ جميع إبل ابن فيحان وطلع الفجر، صال ابن فيحان على عثمان وأحاط به وهزمه ولكنه لم يستطع أن ينتزع منه ما أخذه من الإبل، فامتنع منه حتى رجع إلى مكة.

## سبب انضمام المضايفي إلىالدولة السعودية الأولى
اختلفت المصادر في سبب انشقاق عثمان المضايفي عن صهره غالب بن مساعد أمير مكة ومن هذه الأقوال: تأثره بالدعوة السلفية ومنهم من أرجعه إلى رغبة المضايفي في الحصول على الإمارة كما ذكر مؤلف كتاب «خلاصة الكلام»، فقد ذكر أنه في سنة 1217هـ، أرسل الشريف غالب إلى الدرعية رحيمه عثمان المضايفي ومعه من كبار الأشراف السيد عبد المحسن الحارث وجماعة منهم ابن حميد شيخ المقطة، لأجل تجديد الصلح والعهود وربط الأمر واحكامه بعد أن خرجت معظم القبائل بالحجاز على الشريف غالب، فتوجهوا من الطائف، فلما وصلوا الدرعية والتقوا بالإمام عبد العزيز بن محمد آل سعود، قدموا له المكاتيب، فقابلهم بالبشاشة والترحيب فأول ما نطق به عثمان أن قال: «بشرني يا عبد العزيز بالإمارة أبشرك بمكة تملكها، وأطلب منك أن تخلي لي المجلس لأمور سأبديها، فحدثه بكلام طاب له، وأمره على الطائف وما حوله من العربان وكتب رسائل لمشايخ القبائل وأخبرهم فيها أنه أقام عثمان أميرا عليهم وسلمها بيده».

## أثر انضمام المضايفي إلى السعوديين في نجد
من أثر انضمام عثمان بن عبد الرحمن المضايفي العدواني إلى دعوة التوحيد التي دعت إليها الدولة السعودية الأولى، أن الإمام عبد العزيز بن محمد آل سعود، عين المضايفي أميرا على الطائف والحجاز وزوده برسائل إلى مشايخ القبائل يعلمهم بهذا التعيين، ويطلب منهم طاعته ومساعدته وإعطاء الولاء لآل سعود فأعطوه. كما ذكر أيضا أن لانشقاق عثمان أثر كبير في إضعاف كفة الأشراف، فبعد إعلانه الانشقاق ونزوله قرية العبيلاء، انضمت إليه كثير من قبائل الحجاز وأعلنت خروجها على الأشراف.

## معاركه
عندما كان عثمان المضايفي العدواني موالي للشريف خاض معارك فاقت الخمسين وقعه بين كر وفر على قبائل عتيبة وقحطان وسبيع، من أهمها وقعة عقيلان عام 1208هـ، والتي سار بها عبد الرحمن المضايفي العدواني بأمر من الشريف غالب بن مساعد أمير مكة وجمع فيها من عربان عتيبة والبقوم وغزى فيهم جماعة ابن فيحان من قحطان في جهة بيشة؛ وعندما تأثر عثمان بدعوة الشيخ محمد بن عبد الوهاب بايع آل سعود على السمع والطاعة في اليسر والعسر. وفي السنة نفسها قام عثمان بدعوة قبائل الحجاز للانضمام إليه، فناصرته وغزا بهم على الزوران من عتيبة فدخلوا في طاعته.
قام لاحقا بتجهيز مقاتلين من أنصار الدرعية من النجديين وغيرهم بأمر ابن سعود وهزم عسكر الشريف غالب في معركة العبيلا، ثم اجتمع لدى العدواني من أهل الحاضرة والبادية الكثير وفيهم سالم بن شكبان ومعه أهل بيشة وقراها، ومسلط بن قطنان ومعه أهل رنية وقراها ومن عنده من سبيع وأحمد بن يحيى ومعه أهل تربة والبقوم وهادي بن قرملة ومعه قحطان وغيرهم من عتيبة وآخرين، فتوجه بهم إلى الطائف وفيها الشريف غالب بن مساعد وقد تحصن واستعد لمنازلتهم، فحاصرها، فما كان من الشريف إلا أن ترك الطائف متوجهاً إلى مكة، فدخلها عثمان وأتباعه وخضعت له جميع قراها وبواديها فجمع الأخماس وبعثها إلى الدرعية؛ وعلى إثر ذلك ولّى ابن سعود عثمان بن عبد الرحمن المضايفي العدواني إمارة الحجاز تقديراً لصنيعه.
وفي عام 1218هـ وجه عثمان المضايفي حملة كبيرة لإخضاع بعض المتمردين على حكم الإمام عبد العزيز بن محمد آل سعود، وفي وادي الحمى ببادية بني كبير من بلاد غامد وقعت المعركة الفاصلة بين المتمردين وأرباب دعوة الإمام محمد بن عبد الوهاب، حيث استطاع عثمان إخضاع قبيلتي غامد وزهران لحكم الإمام عبد العزيز بن محمد آل سعود، واختار عثمان تعيين الشيخ بخروش بن علاس الزهراني المتأثر بالدعوة السلفية أميراً على كافة بلاد زهران عام 1218هـ. وفي عام 1218هـ حاصر عثمان وأتباعه مكة ودخلها من دون قتال بعد خروج الشريف غالب بن مساعد إلى جدة، ثم تبعه عثمان إلى مقصده مع الإمام سعود الكبير وهاجم جدة فامتنعت عن السقوط فانسحبوا لمناعة أسوارها على أن يعيدوا الكرة لاحقا. استغل الشريف غالب بن مساعد عودة الإمام سعود الكبير فاستولى على مكة، في حين هاجم عثمان العدواني وابن شكبان قبيلة هذيل بوادي الزيمة في تلك الأثناء، ثم توجهوا إلى جدة باثني عشر ألف مقاتل فحاصروها دون طائل فتركوها مرة أخرى، ودخل عربان مكة في طاعة عثمان كقبيلة قريش وبعض هذيل والجحادلة وبنو لحيان وبعض ثقيف، وقد أقام عثمان العدواني حصناً منيعا في المدرة وجعل عليه ابن حجي العدواني ليكون كتثبيت سيطرته، واستمر العدواني بمضايقة عسكر الشريف غالب بن مساعد ودارت بينهم وقائع كثيرة، تلاها صلح بين ابن سعود والشريف غالب بن مساعد، ودخل عثمان العدواني على أثرها مكة ثم المدينة المنورة عام 1220هـ، وقبلها تمكن عثمان من الاستيلاء على ميناء القنفذة جنوبي مكة، وفي السنة نفسها وصل الإمام سعود بن عبد العزيز وانضم إليه جيش عثمان وساروا إلى عسكر العقيق بالقرب من الريعان. وفي صفر عام 1220هـ جمع المضايفي نحواً من أربعة آلاف مقاتل وهجم على عساكر الأتراك في أكبر معسكر لهم في الحجاز فولت الأعراب من عتيبة وحرب وجهينة (قبيلة) ومن قبائل أخرى هرباً من جيش العدواني حتى وصلوا قرية الزيمة وخرج خلفهم أمير مكة ولم يستطع اللحاق بهم.
وفي عام 1224هـ خرج عبد الوهاب بن عامر المعروف بأبي نقطة بأمر ابن سعود ومعه عشرين ألف مقاتل من عسير وقحطان وبني شهر وشهران وزهران وجماعه من عدوان وأهل الحجاز مع ابن العدواني وقد أتوا طريق الساحل قاصدين المخلاف، فتوجه بهم إلى المخلاف السليماني (إقليم في تهامة يمتد من الشرجة إلى حلى)، فخرج لهم صاحبها الشريف حمود بن محمد آل خيرات، وفي صحبته جنود من قبلية يام وبكيل بنجران وقبائل اليمن، ومعه وزيره الشريف حسن بن خالد الحازمي، فالتقى الجمعان في أبي عريش شرق مدينة جازان، واستمر القتال بينهم حتى انتصر الأمير عبد الوهاب أبي نقطة قائد الحملة السعودية.
وفي عام 1225هـ اتجه عثمان العدواني ومعه نحو خمسة ألاف من أهل الحجاز وطامي بن شعيب ومعه أهل السراة وقصد أرض تهامة واليمن، لمقاتلة حمود أبو مسمار، وكان الأخير قد سير عساكر كثيرة من بكيل وغيرهم، فالتقى الطرفان في الوحلة وجرى بينهم قتال شديد انكسر فيه جند أبو مسمار وغيرهم، وقتل منهم نحو مئتين وخمسين رجلاً فقط وقُتِل في المعركة سعود المضايفي ابن عم عثمان.
وفي عام 1226هـ بدأت الحملات العسكرية المصرية الأولى على الحجاز للقضاء على نفوذ الدولة السعودية، حيث وصل جيش محمد علي باشا إلى ينبع بقيادة ابنه طوسون باشا، ودارت معركة في الصفراء بينه وبين عثمان المضايفي العدواني ومعه قبائل كثيرة، فانهزم طوسون باشا ومن معه من العساكر.
ومن شعر المضايفي بعد معركة انتصرت فيها يمتدح فيها قبيلته عدوان
يقوله العدواني ليا غنى
في قنة ما حولي إلا صقورها
أخيلها باللي تخلط الدمع بالدمى
كن الملايا تطرد في حجورها
على بني عمي اللي كل ما جات سربة
للسربة الأخرى تبنى قبورها
تحلوتهم الدنيا وتنقى في خيارهم
كما ننقى من المعاوش برورها
تقفي وتقبل لين تاخذ حداهم
تقفي وتغضي بالنظر يم صورها
وانا احمد الله يوم احلي قبيلتي 
غطى على شبل القبايل شبورها
ظفران وان ركبو على كور ضمر
هشاهيش وان جاتهم صدورها
يردون بالترحيب عجل تعمد 
والانذال ترخي روسها في خدورها
وان لاح براق الحيا باي ديره
بالافعال ولا بالبصاير نزورها
كم ديرة مالها الفقر قبلنا 
نهدم مبانيها وناخذ نشورها
وكم جادل تبكي وياحي سفن لها
تبكي من الفرقا وتدق زورها 
تبكي على ابوها واخوها ورجلها
خلوه ربعي في حناحن طيورها 
اما ركبتهم المنايا لنا تقودهم
وإلا ركبناها المنايا نقودها

## نهايته وإعدامه
وضع شريف مكة جائزة قدرها خمسة ألاف فرسانة لمن يقبض عليه، فغدر به بعض العربان وسلموه للشريف وعندما وصل الخبر إلى الإمام سعود بن عبد العزيز آل سعود قام بإرسال مبعوثين إلى جدة لمقابلة طوسون باشا والشريف غالب بن مساعد يطالبهم بالإفراج عن عثمان بفدية مقدارها مئة ألف فرسانه، ويقيم الصلح معهم حيث أن ابن سعود كان بحاجة لقائد بمثل حنكة عثمان وخبرته، إلا أن العدواني في هذه الأثناء كان قد أُرسل إلى مصر، فلم يتم الصلح. اُعتبر القبض على عثمان المضايفي العدواني نصراً كبيراً حققته قوات محمد علي باشا وزف الخبر إلى إسطنبول فاحتفل الأتراك وأهل إسطنبول بهذه الأخبار لدوره الكبير في محاربتهم بالحجاز. بعد وصول عثمان إلى إسطنبول تم حبسه وإعدامه لاحقا مع الإمام عبد الله بن سعود بن عبد العزيز بن محمد آل سعود ومجموعة أخرى من قادة الدولة السعودية الأولى عام 1233هـ.

## رأي الدكتور الزيد في انشقاق عثمان عن الشريف غالب بن مساعد
في رأي الدكتور الزيد أنه لا يمكن القبول بأن التلهف على الإمارة هو سبب انشقاق المضايفي، لأن عثمان كان أميرا على قبيلته، وعلى علاقة متينة بالشريف إذ تولى عنده مرتبة الوزارة، كما جعله قائدا لغزواته؛ ويستطرد الكاتب بسرد عدة أراء وتصورات أخرى، لكنه في النهاية يخلص إلى قوة ورجاحة عدد من الأقوال والآراء كما يلي:
1. أن الدافع الحقيقي وراء انضمام عثمان المضايفي إلى الدولة السعودية السلفية في الدرعية هو كما ذكره المؤرخ عبد الرحيم عبد الرحمن من أن بعض المصادر عزى ذلك إلى أن عثمان أعجب بالنظام السعودي واقتنع بمبادئ الدعوة أثناء وجوده بالدرعية عندما كان موفدا من قبل الشريف غالب بن مساعد.
2. بينما أورد الشيخ عبد الله البسام أن صدر عثمان انشرح للعقيدة السلفية فصار من أكبر أعوانها.
3. يعزو البهلكي سبب انحياز المضايفي إلى جانب الموحدين لأن قلبه خالطته بشاشة الدعوة النجدية السلفية بعد أن بعثه الشريف غالب في بعض المرات إلى الإمام عبد العزيز بن محمد آل سعود رسولا من قبله.
4. كما قال سليمان باشا كمالي باشا حاكم عسير التركي سابقا: إن المضايفي كان مقتنعا بالوهابية خفية.
5. وذكر سعد بن علي بن عبد الله بن عثمان المضايفي حفيد الأمير عثمان، القاضي بالمحكمة الشرعية بالطائف، أن سبب تحول جده عن أمير مكة الشريف غالب بن مساعد، أنه قد حضر بعض علماء الدعوة السلفية من الدرعية إلى علماء مكة في موسم الحج، وشرحوا لهم دعوة الشيخ محمد بن عبد الوهاب، وأنها دعوة سلفية موافقة لما جاء في الكتاب والسنة، فتيقن عثمان أنها دعوة صحيحة موافقة لما جاء به الرسول محمد صلى الله عليه وسلم، فشرح الله صدره لها، وكان من أنصارها، وجاهد بماله ونفسه في سبيلها.

## أقوال المؤرخين في عثمان المضايفي
1) قال المؤرخ عبد الرحمن الجبرتي (1753م-1822م): (كان أعظم أعوانهم وهو الذي كان يحارب لهم ويقاتل ويجمع قبائل العربان ويدعوهم عدة سنين ويوجه السرايا على المخالفين ونما أمره واشتهر لذلك ذكره في الأقطار) إلى أن قال:(واستهل شهر ذي القعدة بيوم الثلاثاء سنة 1228هـ وفي خامس عشره وصل عثمان المضايفي صحبة المتسفرين معه إلى الريدانية في آخر الليل واشيع ذلك فلما طلعت الشمس ضربوا مدافع من القلعة اعلاما وسرورا بوصوله اسيرا وركب هجينا وركب صالح بك السلحدار في عدة كبيرة وخرجوا لملاقاته واحضاره فلما واجهه صالح بك نزع من عنقه الحديد واركبه هجينا ودخل به إلى المدينة وإمامه الجاويشية والقواسة الاتراك وبأيديهم العصي المفضضة وخلفه صالح بك وطوائفه وطلعوا به إلى القلعة وادخله إلى مجلس كتخدا بك وصحبته حسن باشا وطاهر باشا وباقي أعيانهم ونجيب أفندي قبي كتخدا الباشا ووكيله بباب الدولة وكان متأخرا عن السفر ينتظر قدوم المضايفي ليأخذه بصحبته إلى دار السلطنة فلما دخل عليهم اجلسوه معهم فحدثوه ساعة وهو يجيبهم من جنس كلامهم بأحسن خطاب وافصح جواب وفيه سكون وتؤدة في الخطاب وظاهر عليه أثار الإمارة والحشمة والنجابة ومعرفة مواقع الكلام حتى قال الجماعة لبعضهم البعض: يا اسفا على مثل هذا إذا ذهب إلى إسلامبول يقتلونه ولم يزل يتحدث معهم حصة ثم أحضروا الطعام فواكلهم ثم أخذه كتخدابك إلى منزله فأقام عنده مكرما ثلاثا حتى تمم نجيب أفندي أشغاله فأركبوه وتوجهوا به إلى بولاق وانزلوه في سفينة مع نجيب أفندي ووضعوا في عنقه الجنزير وانحدروا طالبين الديار الرومية وذلك يوم الإثنين حادي عشرينه).
2) قال الرحالة والمؤرخ جوهان لودفيج بوركهارت (1784م-1817م): (كان أنشط وأجرأ موال للسعوديين في الحجاز).
3) قال القاضي عبدالرحمن بن أحمد البهكلي (1182هـ-1248هـ): (إن عثمان المضايفي العدواني هو أحد الأمراء الكبار مع سعود).
4) قال المؤرخ إبراهيم بن أحمد الحسيل (1348هـ-1432هـ): (عثمان بن عبد الرحمن المضايفي العدواني هو أحد القادة المشهورين بالولاء لآل سعود في الدور الأول).
5) قال المؤرخ محمد بن منصور بن هاشم آل عبد الله بن سرور (1355هـ-الآن): (عثمان بن عبد الرحمن العدواني المشهور بالمضايفي أحد قادة الإمام سعود بن عبد العزيز وواحد من ذوي الرأي فيهم، تولى إمارة الطائف في عهد سعود وعبد الله، وظل مخلصا حتى قبض عليه محمد علي باشا).